# コンカッション (2015年の映画)
『コンカッション』（Concussion）は、2015年のアメリカ合衆国の伝記・スポーツ・ドラマ映画である。監督・脚本をピーター・ランデズマンが務め、主演をウィル・スミスが務めている。ナショナル・フットボール・リーグの選手たちと慢性外傷性脳症との関連を発見した医師の実話に基づいている。

## あらすじ
監察医として働くオマル博士の元に、マイク・ウェブスターの遺体が運び込まれた。ウェブスターはかつて地元アメフトチームで活躍した有名選手であったが、50歳でアルツハイマー病の症状を呈し、心臓発作で死亡していた。
アルツハイマーを発症するには若すぎることからオマルはウェブスターの解剖に臨む。脳の外観には異常が見受けられなかったが、それはアルツハイマー病を否定する結果であった。オマルは必ず何か原因があるはずと関心を寄せ、ウェブスターの脳を標本化し自費で研究を始める。
ウェブスターがかつてアメフト選手であったことに着目したオマルは、強い衝撃が何度も頭部に加わったことにより脳障害が発生するのだと推察する。その観点で改めて詳細調査すると、ウェブスターの脳神経に明らかな異常が生じているという結果が得られた。
オマルは職場の上司であり恩師でもあるシリルと、神経科医デコスキーによる協力の元、「慢性外傷性脳症(CTE)」を論文として医学誌に発表する。すると彼らの元へ脅迫的な電話が来るようになり、ナショナル・フットボール・リーグ(NFL)側もCTEの存在を否定する。純粋に医学的見地から危険性を報せただけのつもりであったオマルはショックを受けるが、記者会見を開いてCTEの危険を訴える。
やがてオマルはかつてNFLでチーム・ドクターを勤めた経歴を持つバイレス医師から連絡を受けた。バイレスはNFLが問題を認識しながら隠蔽してきたことを明かす。CTEは脳を解剖しなければ判別できず、すなわち死後にしか確認できないため、症例データが少ないことはオマルにとって不利であったが、バイレスは今後症例は増えていくだろうと述べる。
バイレスの予見は的中し、科学的証明に必要な数の症例が集まった。オマルは再び記者会見を開き、CTEによりうつ病を発症し自殺した元選手がいることを発表する。これはニューヨーク・タイムズの一面記事となるほどの反響を呼び、NFLはオマルたちにプレゼンさせる場を設ける。
いざプレゼン当日を迎えると、オマルは会議場への入場さえ拒否される扱いを受けた。一方バイレスは入場を認められたため、代わりに発表するとオマルに申し出る。オマルは自分がアフリカ出身者であるせいだと捉えて激怒し、発表者が誰であれCTEの危険性を認めさせることが肝心ではないのかと問うバイレスに対し、チーム・ドクター時代にCTEを指摘できなかったことの贖罪をしたいだけだろうと非難する。しかしバイレスが自分は今でもアメフトを愛しているが、それでも科学のためオマルに助力しているのだと苦しい心情を吐露したことから、オマルは彼を信じて発表を託した。
ところがプレゼンを終えたバイレスは肩を落とし「『意見を聞いた』という建前を作るためのパフォーマンスに過ぎなかった」とオマルに告げた。NFLはアメフトとCTEの関連性を完全に、そして大々的に否定した。
さらにシリルは「政府の資源である職場の文房具を個人的に使用した」などの些末な事柄が84件もあげつらわれ、連邦犯罪で起訴された。オマルもまた逮捕を仄めかされ、シリルの罪を証言すれば見逃すと脅迫される。自分の意志を挫くために恩師が攻撃されていると察したオマルは職を辞し、妻と共にローダイへ移住した。
しばらくの後、オマルはバイレスから、かつてCTEを否定した元アメフト選手のデイヴ・デュアソンが死亡したことを知らされる。デュアソンは記憶や言語の障害に耐え兼ね、銃で心臓を撃ち抜いて自殺したのだが、「脳を献体するので調べて欲しい」と遺書を残していた。NFL理事を務め、シカゴ市長への立候補さえ噂されたこともある高名なスターがそのような行動に出たことから、ついにオマルはNFLが開催する脳震盪についての会議でスピーチすることができた。そして連邦議会が動き出し、NFLは徹底糾弾されることとなった。
功績が認められたオマルはワシントン監察医長官職を打診されるも断り、家族が待つローダイへの帰途についた。また、シリルに対する起訴はすべて取り下げられた。NFLは引退選手など5000人以上から訴訟を起こされ、「脳震盪の影響をいつから知っていたのか」を伏せることを条件に示談に応じた。

## キャスト
※括弧内は日本語吹替
- ベネット・オマル（英語版）医師 - ウィル・スミス（平田広明）
- ジュリアン・バイレス医師 - アレック・ボールドウィン（菅生隆之）
- シリル・ウチェット（英語版）医師 - アルバート・ブルックス（長克巳）
- プレマ・ムティソ - ググ・バサ＝ロー（朴璐美）
- マイク・ウェブスター - デヴィッド・モース（石住昭彦）
- ジョセフ・マルーン（英語版）医師 - アーリス・ハワード（佐野康之）
- ダニエル・サリヴァン - マイク・オマリー（英語版）
- スティーヴン・デコスキー（英語版）医師 - エディ・マーサン（宮本淳）
- クリストファー・ジョーンズ - ヒル・ハーパー
- デイヴ・デュアソン（英語版） - アドウェール・アキノエ＝アグバエ（山本祥太）
- ロン・ハミルトン医師 - スティーヴン・モイヤー
- アンドレ・ウォーターズ（英語版） - リチャード・T・ジョーンズ
- エリオット・ペルマン医師 - ポール・ライザー（阿部竜一）
- ロジャー・グッデル - ルーク・ウィルソン（森田了介）
- グレーシー - サラ・リンジー
- ジャスティン・ストルゼルチャイク（英語版） - マシュー・ウィリグ（英語版）
- キアーナ・ストルゼルチャイク - ビッツィー・トゥロック

## 上映
2015年11月10日、第29回AFI映画祭にてプレミア上映が行われた。アメリカ合衆国では、同年12月25日に全国2,841スクリーンで一般公開された。

## 評価
Rotten Tomatoesには177件の批評家レビューがあり、平均値は6.1点、支持率は61%だった。Metacriticには39件の批評家レヴューがあり、平均値は55点だった。
『The Hollywood Reporter』のスティーヴン・ファーバーは、「1つか2つの登場場面しか与えられていない役者までもが生き生きと画面に収まっている」と述べて、ピーター・ランデズマンの演出を称賛した。『Variety』のアンドリュー・バーカーは、ウィル・スミスの演技を称賛した一方で、脚本については「混乱しており、決まり文句に満ちている」と批判した。
第19回ハリウッド映画賞にて、ウィル・スミスが主演男優賞を受賞した。